# 舒慕芬
舒慕芬，江西靖安人，是一名清朝政治人物。
舒慕芬曾于1728年接替黄光旦任奉贤县知县一职，1731年由徐必昌接任。